# Carlos Fernando, Duque de Berry
Carlos Fernando de Artois, Duque de Berry (em francês: Charles-Ferdinand d'Artois; Versalhes, 24 de janeiro de 1778 – Paris, 14 de fevereiro de 1820) foi o terceiro e mais novo filho do rei Carlos X de França, na época que ainda era apenas Conde de Artois, e sua esposa Maria Teresa da Sardenha. Após a Revolução Francesa, ele fugiu do país e lutou nas forças contra-revolucionárias de Luís José, Príncipe de Condé, e depois no exército da Rússia. Ele viveu no Reino Unido até a restauração de seu tio Luís XVIII, sendo nomeado comandante do exército de Paris. Casou-se em 1816 com Carolina de Nápoles e Sicília, com quem teve quatro filhos. Carlos Fernando morreu assassinado no início de 1820 por Louis Pierre Louvel, um bonapartista.

## Biografia
Carlos nasceu no Palácio de Versalhes em 24 de janeiro de 1778, sendo o terceiro filho (segundo varão) de Carlos, conde d'Artois e de Maria Teresa de Saboia. Foi batizado no mesmo dia de seu nascimento, na Capela do Palácio de Versalhes, pelo bispo de Bayeux e capelão da condessa d'Artois, Joseph-Dominique Cheylus. Com a eclosão da Revolução Francesa, seus pais emigraram inicialmente para Turim e posteriormente para a Grã-Bretanha, onde passou a usar o título do apanágio paterno como sobrenome.

## Descendência

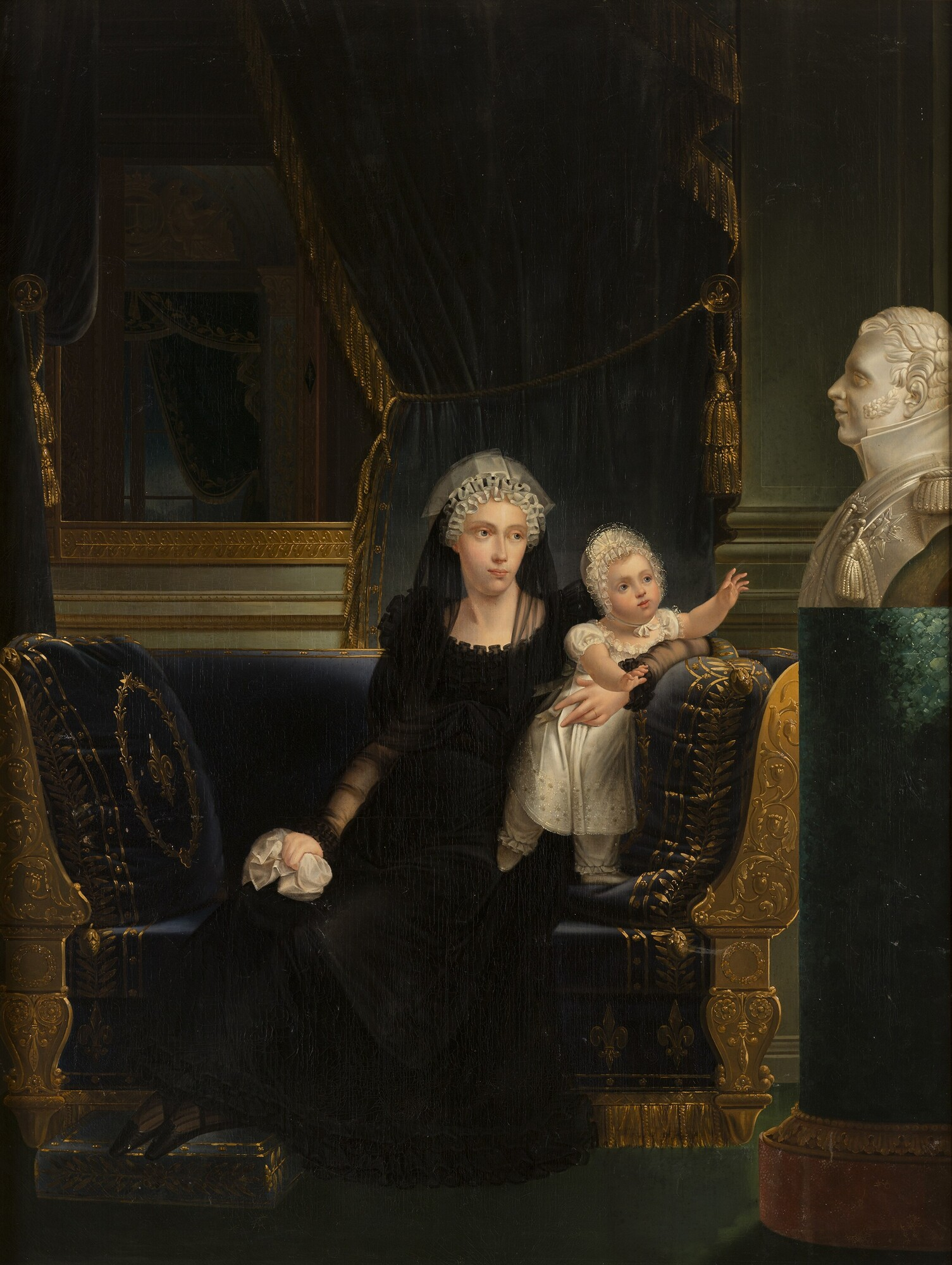
Maria Carolina de luto com sua filha Luísa Maria Teresa. As duas olham longamente para um busto de Carlos Fernando.

- Com sua esposa Maria Carolina de Bourbon-Duas Sicílias, o duque de Berry teve quatro filhos, dos quais apenas dois sobreviveram por mais de um dia:

1. Luísa Isabel de Artois (13 de julho de 1817 - 14 de julho de 1817)
2. Luís de Artois (nascido e morto em 13 de setembro de 1818)
3. Luísa de França (21 de setembro de 1819 - 1 de fevereiro de 1864), casou-se com Carlos III, Duque de Parma, com descendência.
4. Henrique, Conde de Chambord (29 de setembro de 1820 - 24 de agosto de 1883), casou-se com Maria Teresa de Áustria-Este, sem descendência.

Além deles, o duque tinha vários descendentes ilegítimos:
- Com Mary Bullhorn, uma atriz escocesa:

1. Marie de la Boulaye (1807 -?), Casou-se com Henri-Louis Bérard. Sem descendência.

- Com Amy Brown Freeman (cujas filhas são a única questão ilegítima que Berry reconheceu, em seu leito de morte):

1. Charlotte Marie Agostinho de Bourbon, comtesse d'Issoudun (13 de julho de 1808 - 13 de julho de 1886), casou-se em 1823 com Ferdinand de Faucigny-Lucinge, príncipe de Lucinge.
2. Louise Marie Charlotte de Borbón, comtesse de Vierzon (29 de dezembro de 1809 - 26 de dezembro de 1891), casou-se em 1827 com Charles de Charette, Barão de la Contrie.

- Com Eugénie Virginie Oreille (1795 - 1875):

1. Charles Louis Auguste Oreille de Carrière (4 de março de 1815 - 30 de agosto de 1858), casou-se em 1846 com Elisabeth Jugan, com quem teve um filho Charles, um artista lírico, casado mas sem ter sobrevivido.
2. Ferdinand Oreille de Carrière (10 de outubro de 1820 - 27 de dezembro de 1876), casado em 1860 com Louise Eugénie Ancelle, com quem teve uma filha, Léonie, que se casou e deixou vários filhos.

- Com Marie Sophie de La Roche (1795 - 1883):

1. Ferdinand de La Roche (24 de agosto de 1817 - 24 de dezembro de 1908), casado em 1849 com Claudine Gabrielle Claire de Bachet de Méziriac. Sem descendência.
2. Charles de La Roche (30 de março de 1820 - 12 de janeiro de 1901), casado em 1840 com Julie Dolé, com quem teve quatro filhos.

- Com Louise Melanie Thiryfoq (? - 1887):

1. Louise Charlotte Antoinette Aglaé Thiriefoq (15 de outubro de 1819 - 25 de maio de 1843), casada em 1839 com Gaston du Charron, conde du Portail.

- Com Lucie Cosnefroy de Saint-Ange (1797 - 1870):

1. Alix Mélanie Cosnefroy de Saint-Ange (16 de setembro de 1820 - 11 de junho de 1892).

Quatro de seus filhos, o Conde de Chambord, Ferdinand Oreille de Carrière, Charles de La Roche e Mélanie Cosnefroy de Saint-Ange, nasceram após sua morte.